# Batalla de Al Baida
La Batalla de Al Baida fue un enfrentamiento entre el ejército leal al líder libio Muamar el Gadafi y los rebeldes, dentro del marco de la Guerra de Libia de 2011.

## Desarrollo de la batalla
El 16 de febrero miles de personas salieron a las calles de Al Baida pidiendo la renuncia del líder libio Muamar el Gadafi y, en enfrentamientos con la policía, murieron cinco personas. El 17, murieron quince en nuevos enfrentamientos con la policía.
El 18, tras nuevos enfrentamientos, la policía local se sumó a la rebelión, quedando el pueblo completamente dominado por los rebeldes. Ese mismo día llegaron a la ciudad tropas mercenarias con el fin de reconquistarla, pero fueron rechazados. Muchos de éstos fueron encerrados en una comisaría y quemados vivos por los rebeldes mientras que otros fueron ejecutados frente al Palacio de Justicia.